# Wahlkreis Alzey
Der Wahlkreis Alzey (Wahlkreis 34, bei der Landtagswahl 2016 noch Wahlkreis 33) befindet sich in Rheinland-Pfalz und umfasst vom Landkreis Alzey-Worms die verbandsfreie Gemeinde Alzey sowie die Verbandsgemeinden Alzey-Land, Wöllstein und Wörrstadt.

## Wahl 2021
Bei der Landtagswahl 2021 entfielen im Wahlkreis Alzey auf die einzelnen Wahlvorschläge:
| Direktkandidaten      | Partei           | Wahlkreisstimmen in % | Landesstimmen in % |
| --------------------- | ---------------- | --------------------- | ------------------ |
| Heiner Illing         | SPD              | 36,3                  | 38,5               |
| Natalie Bauernschmitt | CDU              | 27,4                  | 24,2               |
| –                     | AfD              | –                     | 9,4                |
| Daniela Schmitt       | FDP              | 9,5                   | 6,5                |
| Jean Sebastien Larro  | Grüne            | 10,4                  | 8,8                |
| Kemal Gülcehre        | Die Linke        | 4,1                   | 2,5                |
| Torsten Sommer        | Freie Wähler     | 10,0                  | 4,3                |
| –                     | Piraten          | –                     | 0,5                |
| –                     | ÖDP              | –                     | 0,6                |
| Mareike Schulze       | Klimaliste       | 2,2                   | 0,8                |
| –                     | Die PARTEI       | –                     | 0,9                |
| –                     | Tierschutzpartei | –                     | 1,8                |
| –                     | Volt             | –                     | 1,0                |

Heiner Illing verteidigte das Direktmandat für die SPD. Über die Landesliste zog zudem Daniela Schmitt (FDP) in den Landtag ein.

## Wahl 2016
Bei der Wahl vom 13. März 2016 entfielen im Wahlkreis auf die einzelnen Wahlvorschläge:
| Direktkandidaten                  | Partei    | Wahlkreisstimmen | Landesstimmen |
| --------------------------------- | --------- | ---------------- | ------------- |
| Heiko Sippel                      | SPD       | 41,2 %           | 38,4 %        |
| Ulla Vollmer                      | CDU       | 30,8 %           | 29,6 %        |
| Christine Geiger                  | GRÜNE     | 5,7 %            | 5,1 %         |
| Sandra Adams                      | FDP       | 5,5 %            | 6,0 %         |
| Kemal Gülcehre                    | DIE LINKE | 2,8 %            | 2,6 %         |
| Stephan Krell                     | ÖDP       | 1,2 %            | 0,7 %         |
| Arno Wilhelm                      | AfD       | 12,7 %           | 13,6 %        |
| Parteien ohne Wahlkreisvorschlag  |           | –                | 4,1 %         |
| Wahlberechtigte: 62.895 Einwohner |           |                  |               |
| Wahlbeteiligung: 74,8 %           |           |                  |               |

Die Wahlbeteiligung lag bei 74,8 % und damit 4,4 Prozentpunkte über dem Landesdurchschnitt.

## Wahl 2011
Die Ergebnisse der Wahl zum 16. Landtag Rheinland-Pfalz vom 27. März 2011:
| Direktkandidaten                  | Partei    | Wahlkreisstimmen | Landesstimmen |
| --------------------------------- | --------- | ---------------- | ------------- |
| Heiko Sippel                      | SPD       | 41,9 %           | 38,8 %        |
| Heinz-Hermann Schnabel            | CDU       | 33,3 %           | 32,5 %        |
| Dirk Maak                         | FDP       | 4,3 %            | 4,2 %         |
| Elisabeth Kolb-Noack              | GRÜNE     | 14,4 %           | 15,9 %        |
| Michael Post                      | DIE LINKE | 2,8 %            | 2,6 %         |
| Klaus Acker                       | NPD       | 2,2 %            | 1,8 %         |
| Stephan Krell                     | ödp       | 1,1 %            | 0,5 %         |
| –                                 | Sonstige  | –                | 3,9 %         |
| Wahlberechtigte: 62.914 Einwohner |           |                  |               |
| Wahlbeteiligung: 65,7 %           |           |                  |               |

- Direkt gewählt wurde Heiko Sippel (SPD).[5]
- Heinz-Hermann Schnabel (CDU) wurde über die Landesliste (Listenplatz 8) gewählt.[6]

## Wahl 2006
Die Ergebnisse der Wahl zum 15. Landtag Rheinland-Pfalz vom 26. März 2006:
| Direktkandidaten                  | Partei   | Wahlkreisstimmen | Landesstimmen |
| --------------------------------- | -------- | ---------------- | ------------- |
| Walter Zuber                      | SPD      | 49,8 %           | 49,0 %        |
| Heinz-Hermann Schnabel            | CDU      | 33,7 %           | 29,0 %        |
| Dirk Maak                         | FDP      | 8,3 %            | 8,7 %         |
| Elisabeth Kolb-Noack              | GRÜNE    | 6,4 %            | 4,7 %         |
| Stefan Lonz                       | ödp      | 0,8 %            | 0,2 %         |
| Udo Ebling                        | PBC      | 0,9 %            | 0,5 %         |
| –                                 | WASG     | –                | 1,7 %         |
| –                                 | Sonstige | –                | 6,2 %         |
| Wahlberechtigte: 61.837 Einwohner |          |                  |               |
| Wahlbeteiligung: 61,3 %           |          |                  |               |

- Direkt gewählt wurde Walter Zuber (SPD).[7]
- Heinz-Hermann Schnabel (CDU) wurde über die Landesliste (Listenplatz 5) in den Landtag gewählt.[9]